# Stanić Rijeka
Stanić Rijeka je naseljeno mjesto, entitetskom linijom podijeljeno između općine Doboj Istok, Federacija Bosne i Hercegovine i Doboj, Republika Srpska, BiH.

## Povijest
Selo se do rata nalazilo u sastavu općine Doboj.

## Stanovništvo
| Stanić Rijeka      |                |                |                |
| godina popisa      | 1991.          | 1981.          | 1971.          |
| Muslimani          | 1.545 (84,75%) | 1.356 (82,98%) | 1.155 (84,06%) |
| Srbi               | 164 (8,99%)    | 175 (10,70%)   | 183 (13,31%)   |
| Hrvati             | 11 (0,60%)     | 11 (0,67%)     | 10 (0,72%)     |
| Jugoslaveni        | 44 (2,41%)     | 84 (5,14%)     | 18 (1,31%)     |
| ostali i nepoznato | 59 (3,23%)     | 8 (0,48%)      | 8 (0,58%)      |
| ukupno             | 1.823          | 1.634          | 1.374          |